# June Squibb

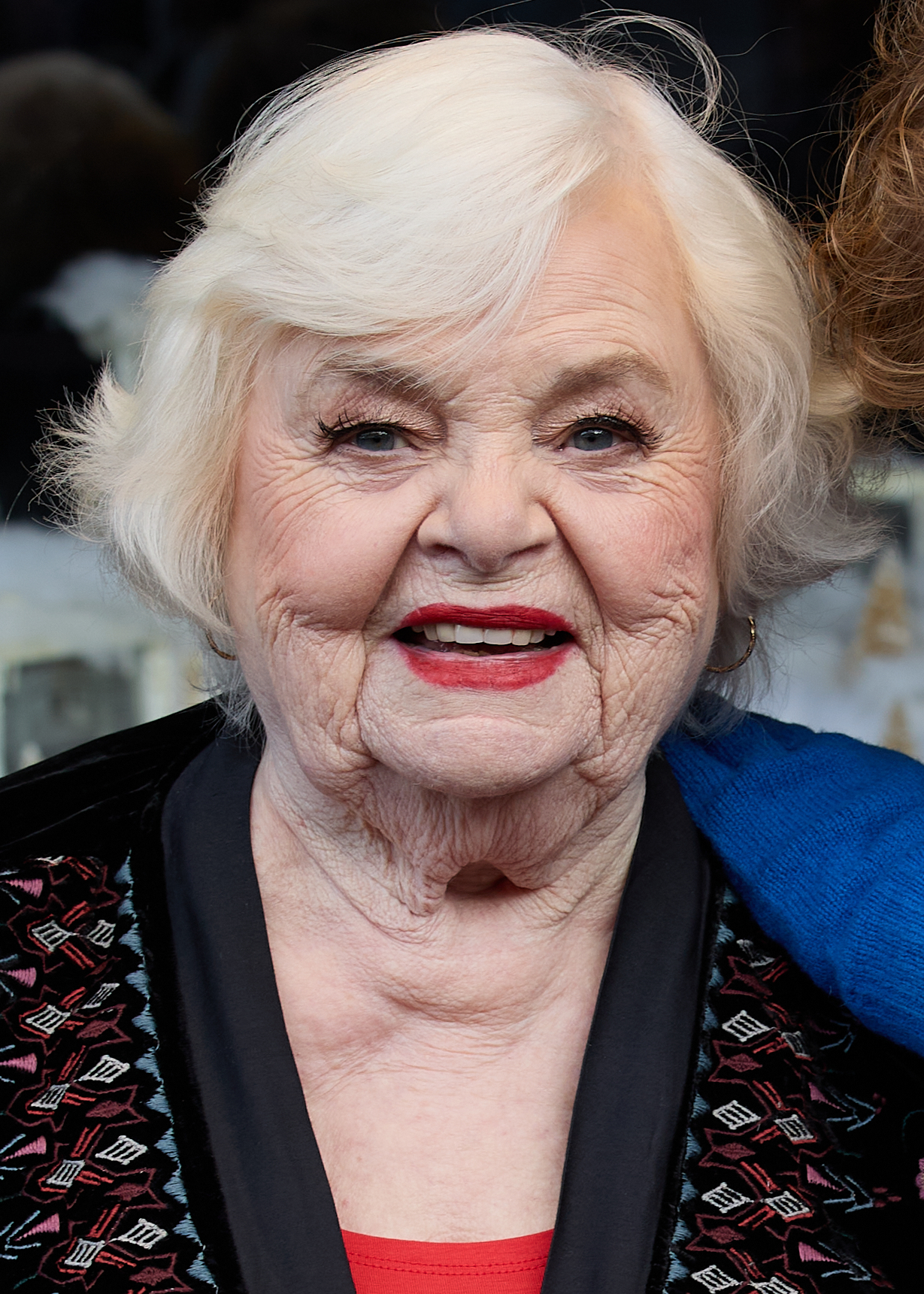
June Squibb (2024)

June Louise Squibb (* 6. November 1929 in Vandalia, Illinois) ist eine US-amerikanische Schauspielerin mit Charakterrollen in Theater, Film und Fernsehen. Bekannt wurde sie unter anderem durch ihre Rollen in Alexander Paynes Kinofilmen About Schmidt und Nebraska.

## Leben und Karriere
June Squibb wurde 1929 in Vandalia im Bundesstaat Illinois geboren, dort wuchs sie auch auf. Ihre Mutter spielte Piano zu Stummfilmen der 1920er Jahre. Nach der High School ging sie nach Cleveland, Ohio, und schloss sich zum Tanzen einer Theatergruppe an. Von Cleveland aus ging sie nach New York, um am Broadway Theater zu spielen. In dem Bühnenstück Gypsy, in dem Ethel Merman die Hauptrolle spielte, gab sie ihren Einstand am Theater.
Ihr Filmdebüt als Schauspielerin gab June erst im Alter von 61 Jahren in Woody Allens romantischer Komödie Alice 1990 neben Darstellern wie Joe Mantegna, Mia Farrow und William Hurt. Danach spielte sie zahlreiche Charakterrollen in Film und Fernsehen. Im Kino sah man sie 1992 in Martin Brests Der Duft der Frauen, ein Jahr später in Martin Scorseses Zeit der Unschuld. 1998 besetzte sie Martin Brest erneut in seinem Drama über den Tod in Rendezvous mit Joe Black. Im Jahr 2001 engagierte sie der Regisseur Alexander Payne für seine Kinoproduktion About Schmidt an der Seite von Jack Nicholson, Kathy Bates, Hope Davis und Dermot Mulroney. Im selben Jahr spielte sie in Todd Haynes’ Drama Dem Himmel so fern. 2004 verkörperte sie in Donald Petries Komödie Willkommen in Mooseport die Rolle der Irma, 2011 in Anne Rentons Komödie The Perfect Family den Charakter der Mrs. Punch. Für ihre Darstellung der Kate Grant in Alexander Paynes Drama Nebraska wurde sie 2014 in der Kategorie Beste Nebendarstellerin für einen Oscar nominiert.
Zu ihren Fernsehauftritten zählen von 1995 bis 2017 Auftritte in den Erfolgsserien: Law & Order, Emergency Room – Die Notaufnahme, Für alle Fälle Amy, Dr. House, Two and a Half Men, Lass es, Larry!, Ghost Whisperer – Stimmen aus dem Jenseits, Cold Case – Kein Opfer ist je vergessen, The Millers, Glee, Devious Maids – Schmutzige Geheimnisse, The Big Bang Theory, Shameless oder Grey’s Anatomy. Komplexere TV-Rollen spielte sie in der Fernsehserie Schatten der Leidenschaft, wo sie von 2008 bis 2009 in 23 Episoden den Charakter der Pearl verkörperte.
June Squibbs Filmkarriere umfasst seit 1990 mehr als 90 Kinofilme und Fernsehserien. Sie heiratete zwei Mal und hat einen Sohn.

## Auszeichnungen
- 2014: Oscar-Nominierung in der Kategorie Beste Nebendarstellerin bei der Verleihung im Jahr 2014 für Nebraska

## Filmografie (Auswahl)

### Filme
- 1990: Alice
- 1992: Der Duft der Frauen (Scent of a Woman)
- 1993: Zeit der Unschuld (The Age of Innocence)
- 1997: In & Out
- 1998: Rendezvous mit Joe Black (Meet Joe Black)
- 2002: About Schmidt
- 2002: Dem Himmel so fern (Far from Heaven)
- 2004: Willkommen in Mooseport (Welcome to Mooseport)
- 2007: Dead Write
- 2008: Just Add Water
- 2011: Die Atlas Trilogie – Wer ist John Galt? (Atlas Shrugged: Part I)
- 2011: The Perfect Family
- 2011: Ein Jahr vogelfrei! (The Big Year)
- 2012: The Man Who Shook the Hand of Vicente Fernandez
- 2012: Tödliches Spiel – Would You Rather? (Would You Rather)
- 2013: Nebraska
- 2015: I’ll See You in My Dreams
- 2015: Alle Jahre wieder Weihnachten mit  den Coopers
- 2015: A Country Called Home
- 2017: Table 19 – Liebe ist fehl am Platz (Table 19)
- 2017: Amanda & Jack Go Glamping
- 2017: Wer ist Daddy? (Father Figures)
- 2018: Summer '03
- 2019: Blow the Man Down
- 2020: Palm Springs
- 2020: Hubie Halloween
- 2020: Die gute Fee (Godmothered)
- 2020: Soul (Stimme)
- 2021: Palmer
- 2021: The Humans
- 2024: Thelma – Rache war nie süßer (Thelma)
- 2024: Alles steht Kopf 2 (Inside Out 2; Stimme)
- 2025: Eleanor the Great

### Fernsehen
- 1995–1999: Law & Order (Fernsehserie, 2 Episoden)
- 2001: Ed – Der Bowling-Anwalt (Ed, Fernsehserie, Episode 1x14)
- 2003: Emergency Room – Die Notaufnahme (ER, Fernsehserie, Episode 9x14)
- 2003: Just Shoot Me – Redaktion durchgeknipst (Just Shoot Me!, Fernsehserie, Episode 7x19)
- 2003–2004: Für alle Fälle Amy (Judging Amy, Fernsehserie, 5 Episoden)
- 2005: Dr. House (House, M.D., Fernsehserie, Episode 1x20)
- 2005: The Bernie Mac Show (Fernsehserie, Episode 5x06)
- 2005: Two and a Half Men (Fernsehserie, Episode 3x07)
- 2005: Lass es, Larry! (Curb Your Enthusiasm, Fernsehserie, Episode 5x10)
- 2005–2007: Ghost Whisperer – Stimmen aus dem Jenseits (Ghost Whisperer, Fernsehserie, 6 Episoden)
- 2006: Eine himmlische Familie (7th Heaven, Fernsehserie, Episode 10x15)
- 2007: A Stranger’s Heart (Fernsehfilm)
- 2007: The Bill Engvall Show (Fernsehserie, 2 Episoden)
- 2008: Shark Swarm – Angriff der Haie (Shark Swarm, Fernsehfilm)
- 2008: Cold Case – Kein Opfer ist je vergessen (Cold Case, Fernsehserie, Episode 5x17)
- 2008–2009: Schatten der Leidenschaft (The Young and the Restless, Fernsehserie, 23 Episoden)
- 2011: Eagleheart (Fernsehserie, Episode 1x10)
- 2012: Castle (Fernsehserie, Episode 4x17)
- 2012: Mike & Molly (Fernsehserie, Episode 2x22)
- 2013–2014: Getting On – Fiese alte Knochen (Getting On, Fernsehserie, 2 Episoden)
- 2013: The Millers (Fernsehserie, Episode 1x10)
- 2014: Girls (Fernsehserie, Episode 3x09)
- 2014: Glee (Fernsehserie, Episode 5x19)
- 2014: Devious Maids – Schmutzige Geheimnisse (Fernsehserie, 2 Episoden)
- 2015: 7 Days in Hell
- 2015: Axe Cop (Fernsehserie, Episode 2x08)
- 2015: The Jack and Triumph Show (Fernsehserie, 7 Episoden)
- 2016: The Big Bang Theory (Fernsehserie, Episode 9x14)
- 2016: Clarence (Fernsehserie, Stimme Episode 2x33)
- 2016: Shameless (Fernsehserie, 7 Episoden)
- 2016: Modern Family (Fernsehserie, Episode 7x20)
- 2017: Grey’s Anatomy (Fernsehserie, Episode 13x17)
- 2017: Bones (Fernsehserie, Episode 12x03)
- 2018–2019: Good Girls (Fernsehserie, 7 Episoden)
- 2019: The Good Doctor (Fernsehserie, Episode 2x18)
- 2020: Hubie Halloween
- 2020: Solar Opposites (Fernsehserie, 1 Episode)
- 2020: Her Voice (Little Voice, Fernsehserie, 5 Episoden)
- 2022: Beth und das Leben (Life & Beth, Fernsehserie, 1 Episode)
- 2024: Velma (Fernsehserie, 2 Episoden)

### Kurzfilm
- 2003: Another Night
- 2008: Old Days
- 2009: Character Assassins
- 2010: Miss This at Your Peril
- 2014: Mic Whore